# Jeannette Augustus Marks
Jeannette Augustus Marks (* 16. August 1875 in Chattanooga, Tennessee; † 15. März 1964 in Westport, New York) war eine US-amerikanische Professorin für Theater am Mount Holyoke College.

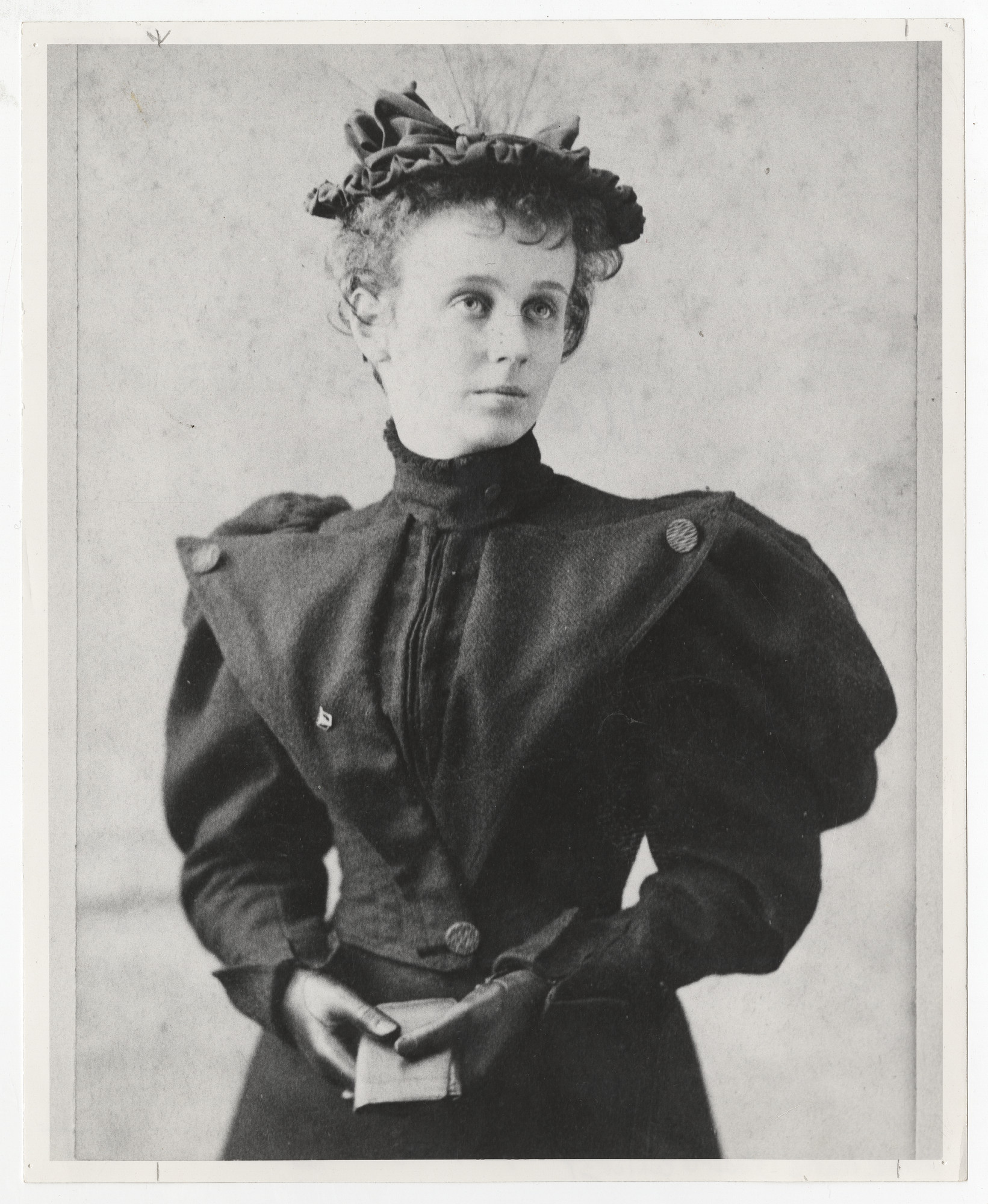
Jeannette Augustus Marks als junge Frau, circa 1895–1905

## Leben
Ihr Vater, William Dennis Marks, war Präsident der Philadelphia Edison Company und davor Professor an der University of Pennsylvania. Die Eltern lebten getrennt, daher wuchs Marks bei ihrer Mutter und mit ihrer jüngeren Schwester Mabel auf. Sie wechselten Wohnsitze zwischen Philadelphia and Westport, New York.
Marks besuchte Internate in Europa und den Vereinigten Staaten. Das Abitur erhielt sie an der Dana Hall School und besuchte daraufhin das Wellesley College. 1899 traf sie Mary Emma Woolley, eine Wellesley Professorin, mit der sie über 48 Jahre hinweg in einer Beziehung lebte. 1900 erhielt sie von Wellesley einen Bachelor-Abschluss und drei Jahre danach einen Master.

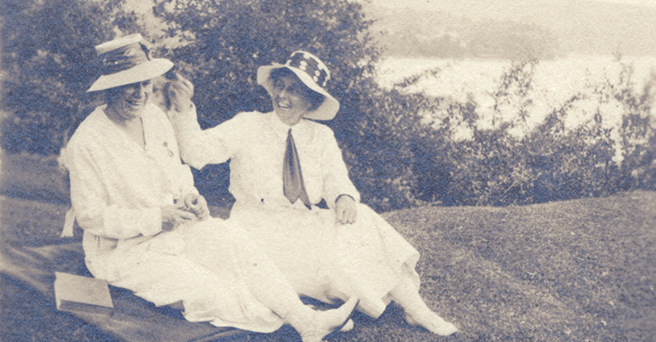
Mary Emma Woolley und Jeannette Augustus Marks

Von 1901 bis 1939 war Marks am Mount Holyoke College als Professorin für englische Literatur tätig. Sie gründete eine Vortragsreihe zur Diskussion moderner Literatur an der Hochschule, die Play and Poetry Shop Talks, in der etablierte Dichter und Autoren vorgestellt wurden. Sie gründete ferner das Laboratory Theatre in 1928, das sie als Direktorin bis 1941 leitete.
Sie engagierte sich in der New York State Branch der National Woman's Party als Mitglied und von 1942 bis 1947 als deren Vorsitzende. Sie unterstützte sozialistische Anliegen mit Geld und setzte sich für Eugene V. Debs sowie Nicola Sacco und Bartolomeo Vanzetti ein.
Sie lebte mit Woolley in Westport, New York. Nachdem Marks 1941 in den Ruhestand gegangen war, verbrachten die Frauen die Sommer im Haus der Familie Marks, Fleur De Lys, am Lake Champlain. Dort lebten sie ab 1944 ganztägig, nachdem Woolley einen Schlaganfall erlitten hatte. Woolley starb im Jahr 1947. Marks starb am 15. März 1964 in Westport, New York, und ist dort auf dem Hillside Cemetery begraben.

## Werke
Marks verfasste:

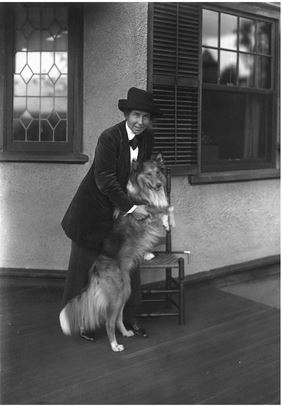
Jeannette Augustus Marks in Fleur de Lys

- A Brief Historical Outline of English literature; From the Origins to the Close of the Eighteenth Century. J.W. Little & Co., Pawtucket, Rhode Island 1902 (ed).
- The Cheerful Cricket and Others. Small, Maynard and Co., Boston 1907. Abbildungen von Edith Brown.
- English Pastoral Drama from the Restoration to the Date of the Publication of the "Lyrical ballads" (1600–1798). Methuen & Co., London 1908 (archive.org).
- Little Busybodies; The Life of Crickets, Ants, Bees, Beetles, and Other Busybodies. Harper & Brothers, New York and London 1909 (archive.org). Zusammen mit Julia Moody.
- Through Welsh doorways". Houghton Mifflin Company, Boston and New York 1909. Zusammen mit Adrian J. Iorio, Abbildungen von Anna Whelan Betts.
- A Holiday with the Birds. Harper & Brothers, New York, London 1910. Zusammen mit Julia Moody.
- The End of a Song. Houghton Mifflin Company, Boston and New York 1911 (archive.org).
- A Girl's Student Days and After. Fleming H. Revell Company, New York, Chicago, [etc.] (archive.org). Zusammen mit Mary Emma Woolley.
- Gallant Little Wales; Sketches of its People, Places and Customs. Houghton Mifflin Company, Boston and New York 1912 (archive.org).
- Leviathan: The Record of a Struggle and a Triumph. Hodder & Stoughton and George H. Doran Company, New York (archive.org). Zusammen mit George H. Doran.
- Vacation Camping for Firls. D. Appleton and Company, New York and London 1913.
- Early English Hero Tales told by Jeannette Marks. Harper & Brothers, New York and London (archive.org).
- Three Welsh Plays: The Merry Merry Cuckoo, The Deacon's Hat, Welsh Honeymoon. Little, Brown, and Company, Boston 1917 (archive.org).
- Courage Today and Tomorrow. The Woman's Press, New York.
- Willow Pollen. The Four Seas Company, Boston 1921 (archive.org).
- The Sun Chaser: A Play in Four Acts. Stewart Kidd, Cincinnati 1922 (archive.org).
- Genius and Disaster; Studies in Drugs and Genius. Adelphi Company, New York 1925.
- Thirteen Days. A. & C. Boni, New York 1929.
- The Family of the Barrett: A Colonial Romance. Macmillan, New York 1938 (archive.org).
- A biography of the family of Elizabeth Barrett Browning.
- The Life and Letters of Mary Emma Woolley. 1955.
- B. Roland Lewis (Hrsg.): Contemporary One-Act Plays. Project Gutenberg (archive.org). Andere Beitragende: Arthur Hopkins, Oscar Monroe Wolff, Eugene Pillot, David Pinski, Hermann Sudermann, Beulah Bornstead, August Strindberg, Lady Gregory, Anton Pavlovich Chekhov, Percy MacKaye, Alfred Kreymborg, J. M. Barrie, Paul Hervieu, Bosworth Crocker, George Middleton, Althea Thurston, and Paul Green.